# Vincent Koch
Vincent Philip Koch (Empangeni, 13 de marzo de 1990) es un jugador sudafricano de rugby que se desempeña como pilar y juega en el Sharks del United Rugby Championship. Es internacional con los Springboks desde 2015.

## Carrera
En 2012 los Pumas de la Currie  Cup lo descubrieron mientras jugaba para la Universidad de Pretoria y le ofrecieron un contrato anual a prueba, jugó con ellos hasta 2016.

### Súper Rugby
Su gran nivel le permitió que los Stormers de Ciudad del Cabo lo contraten por dos años y Koch debutó en la temporada 2015 del mejor rugby del mundo.

### Inglaterra
Finalizado su vínculo con Stormers, en 2016 aceptó un millonario contrato con los Saracens; que lo ficharon específicamente por su excelente juego de scrum. Hasta 2022 cuando fichó por el Wasps, también de la Premiership Rugby, aunque sólo estaría una temporada pues el equipo sería eliminado de la liga por motivos financieros.

### Francia
El 27 de octubre de 2022 se confirmó que Koch había fichado por el Stade Français del Top 14 de Francia.

## Selección nacional
Heyneke Meyer lo convocó a los Springboks para disputar The Rugby Championship 2015 y debutó contra los All Blacks. En total lleva 49 partidos jugados y ningún punto marcado.
Koch fue nombrado en el equipo de Sudáfrica para la Copa Mundial de Rugby de 2019. Sudáfrica ganó el torneo y derrotó a Inglaterra en la final. 

### Participaciones en Copas del Mundo
Rassie Erasmus lo llevo a Japón 2019 como suplente de Frans Malherbe y a Francia 2023.
| Mundial                       | Sede    | Resultado | PJ | Tries |
| ----------------------------- | ------- | --------- | -- | ----- |
| Copa Mundial de Rugby de 2019 | Japón   | Campeón   | 6  | 0     |
| Copa Mundial de Rugby de 2023 | Francia | Campeón   | 3  | 0     |

## Palmarés
- Campeón de The Rugby Championship de 2019.
- Campeón de la Copa de Campeones de 2016–17 y 2018-19.
- Campeón de la Premiership Rugby de 2017–18 y 2018-19.
- Copa Mundial de Rugby de 2019[4] y de 2023